# Onevan de Matos
Onevan José de Matos (Frutal, 17 de diciembre de 1942 – São Paulo, 13 de noviembre de 2020) fue un abogado y político brasileño. Estuvo radicado en Naviraí, Mato Grosso del Sur, desde 1979.

## Biografía
Onevan  nació en Frutal, un pueblo del estado sureño de Minas Gerais. Inició su vida política en la década de 1970, como concejal por dos mandatos en la ciudad de Jales, São Paulo. Aún en la década de 70, Onevan llegó a Naviraí, sur del antiguo estado de Mato Grosso para ejercer su profesión de abogado.
Lideró en la región el movimiento que defendió la división del Estado – lo que fue declarado el día 11 de octubre de 1977. Onevan, de esta forma, fue candidato y electo diputado estadual de 1978, ejerciendo la primera legislatura de la Asamblea Legislativa de Mato Grosso do Sul después de la instalación de la nueva unidad de la federación, en 1979. Después de 35 años, Onevan de Matos ejerció su séptimo mandato como diputado estadual de Mato Grosso del Sur. Fue elegido alcalde de Naviraí en 1988, gobernando el municipio entre los años de 1989 y 1992.
Falleció el día 13 de noviembre de 2020, a los 77 años, en un hospital de São Paulo.